# Арморикский собор (около 555)
Арморикский собор — поместный собор, проведённый около 555 года.
На Арморикском соборе, проведённом около 555 года, был отлучен от церкви ваннский епископ Макла. Причиной послужило то, что Макла после смерти своего брата, бретонского властителя Шанна, покинул свою епархию, чтобы завладеть наследством Шанна и возвратиться к своей жене. По замечанию В. В. Солодовникова, видимо, подобные случаи самовольного оставления кафедры не были редкими в истории церкви меровингской Галлии.